# Большое красное пятно

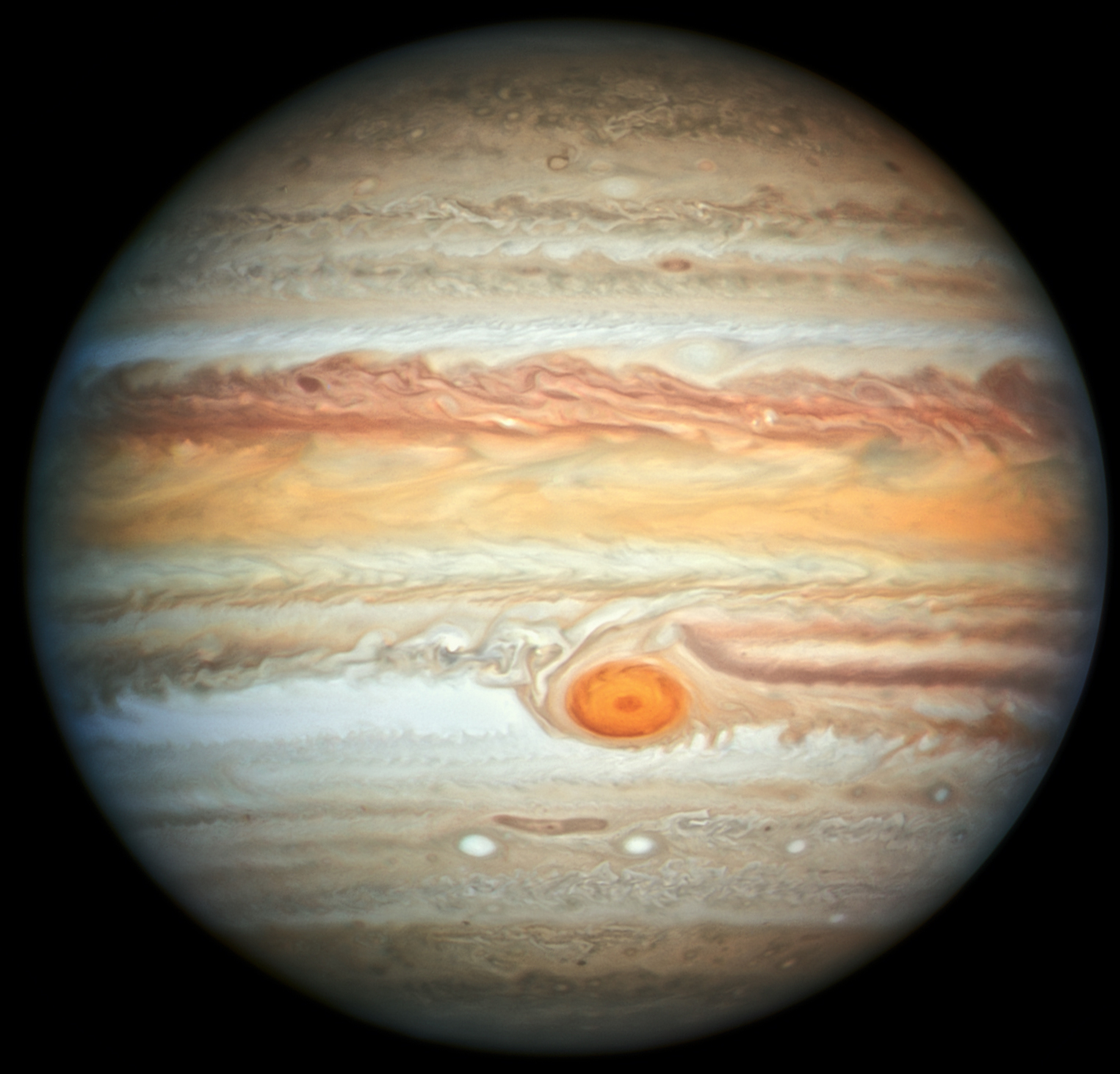
Фотография Юпитера с Большим Красным Пятном, сделанная 27 июня 2019 года с телескопа «Хаббл».

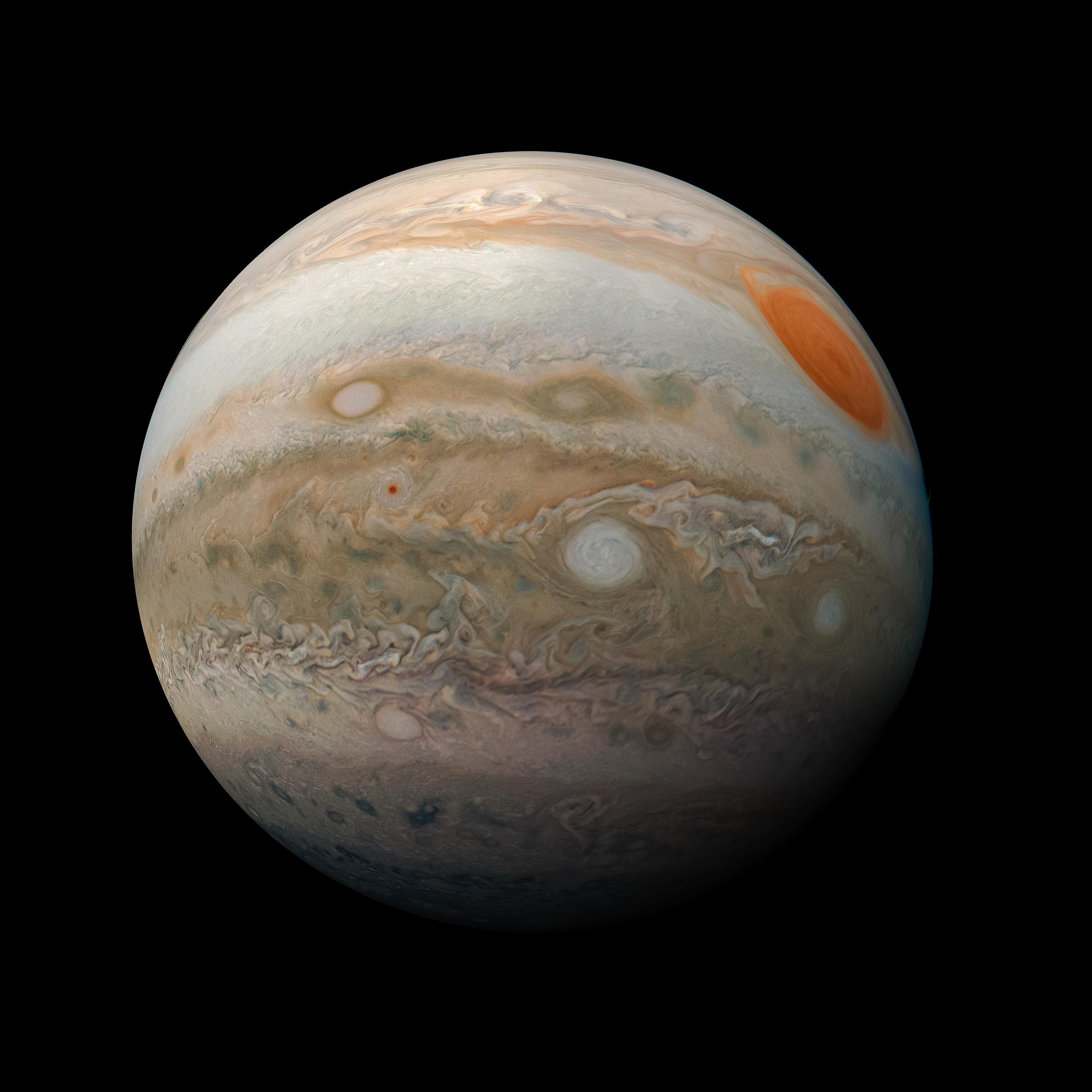
Вид на Большое красное пятно и турбулентное южное полушарие Юпитера с камеры JunoCam космического аппарата Юнона 12 февраля 2019 года.

Большое красное пятно (БКП) — самый большой атмосферный вихрь в Солнечной системе: постоянная зона высокого давления, создающая антициклонический шторм на планете Юпитер. Пятно меняется в размерах и изменяет свой цвет на протяжении нескольких веков наблюдений. БКП перемещается параллельно экватору планеты, а газ внутри него вращается против часовой стрелки с периодом оборота около шести земных суток. В начале наблюдений БКП имело размеры около 40 тысяч километров в длину (50 000 — по другим данным) и 13 тысяч километров в ширину. C 1930-х годов его размер постоянно уменьшается: в 1979 году он составлял 23 300 км, в 2014 году — 16 500 км. Скорость ветра внутри пятна превышает 500 километров в час.

## История наблюдений
БКП было открыто Джованни Кассини в 1665 году. Деталь, отмеченная в записях Роберта Гука 1664 года, также может быть идентифицирована как БКП, но настоящее пятно было впервые обнаружено только после 1830 года и хорошо изучено только после выдающегося появления в 1879 году. Это явление непрерывно наблюдалось в течение 190 лет, начиная с 1830 года. Предыдущие наблюдения с 1665 по 1713 год считались одним и тем же штормом; если это верно, то пятно существует уже более 350 лет.

## Структура

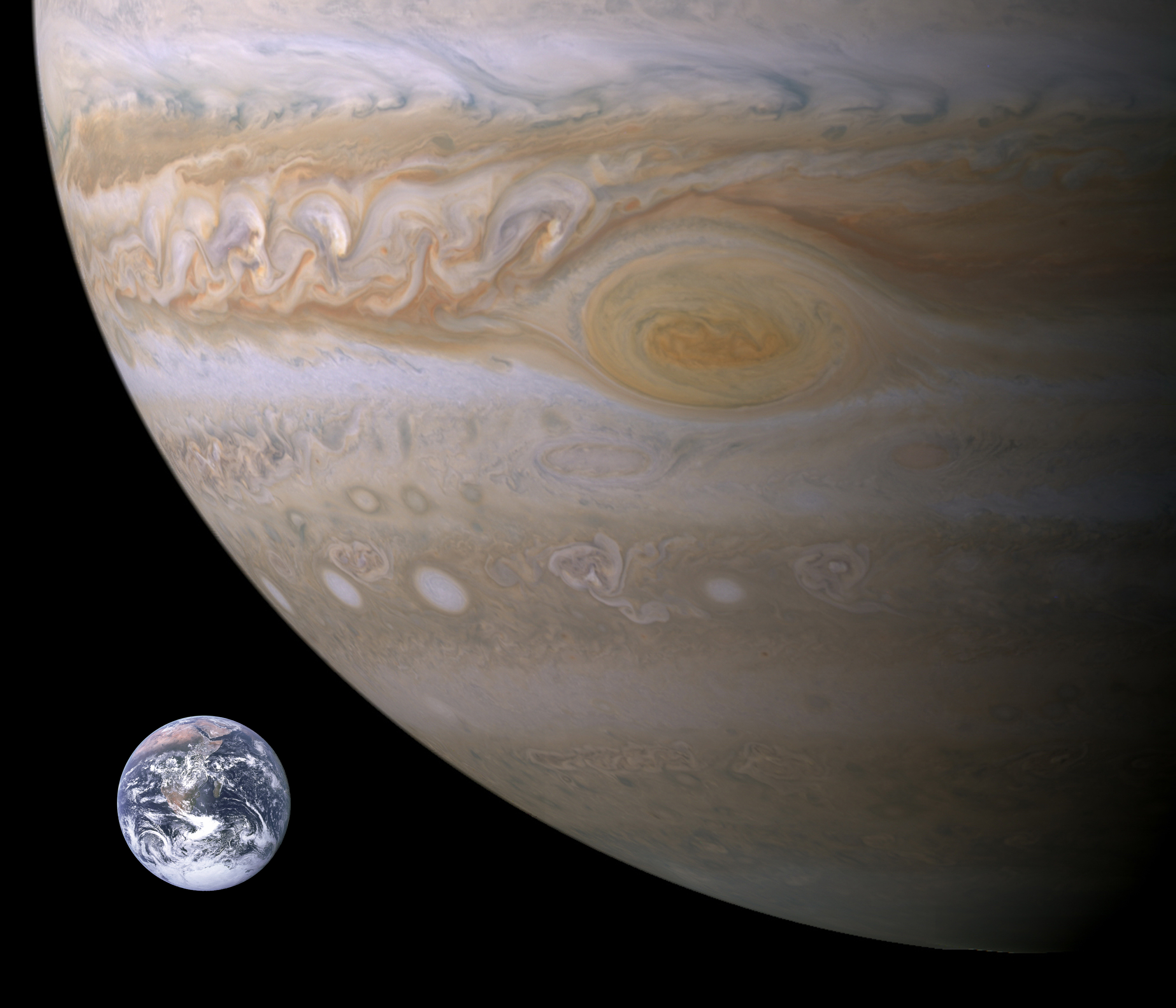
Приблизительное сравнение размеров Земли и БКП.

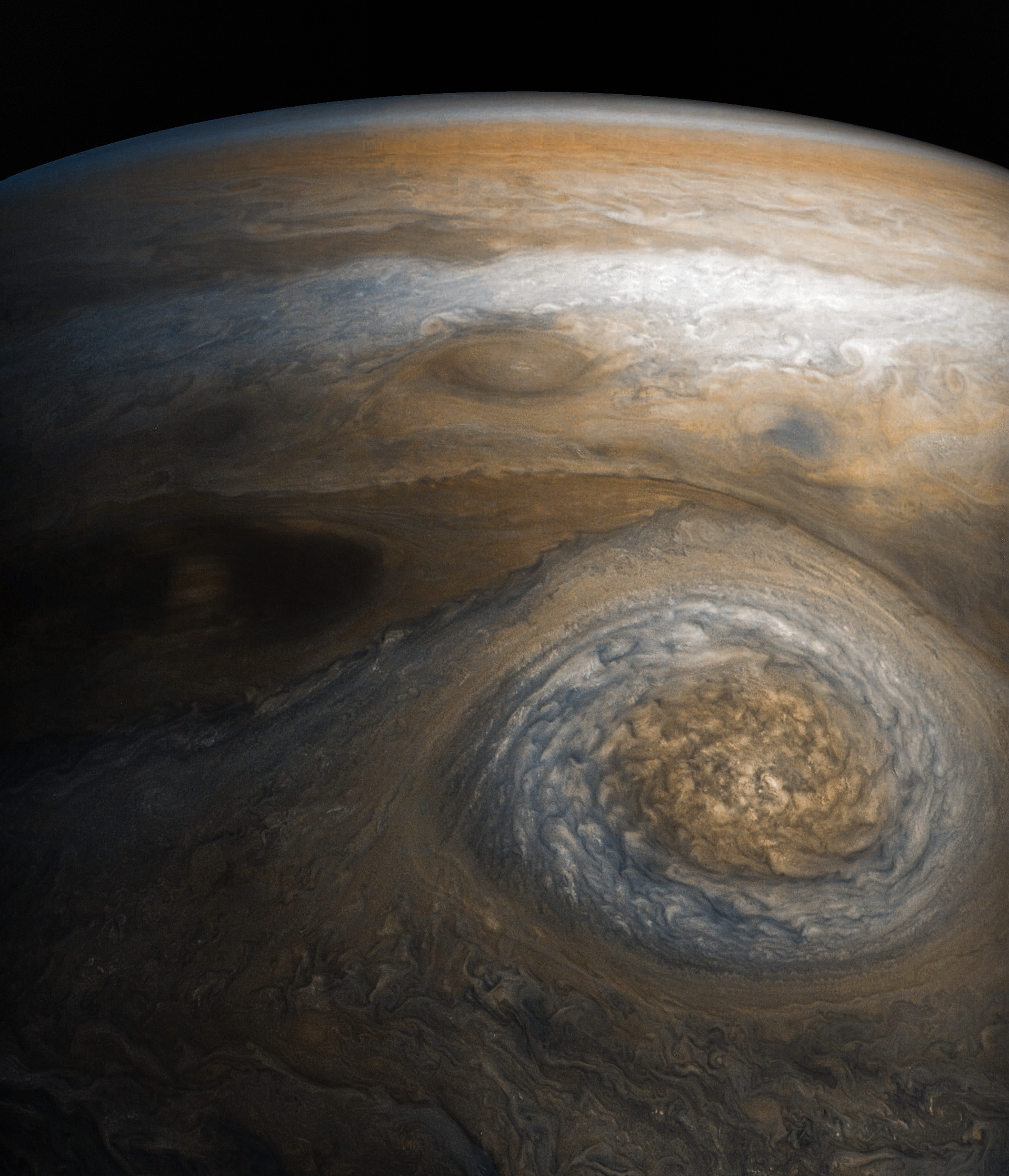
Детали БКП, запечатленные JunoCam с космического аппарата Юнона 12 июля 2017 года.

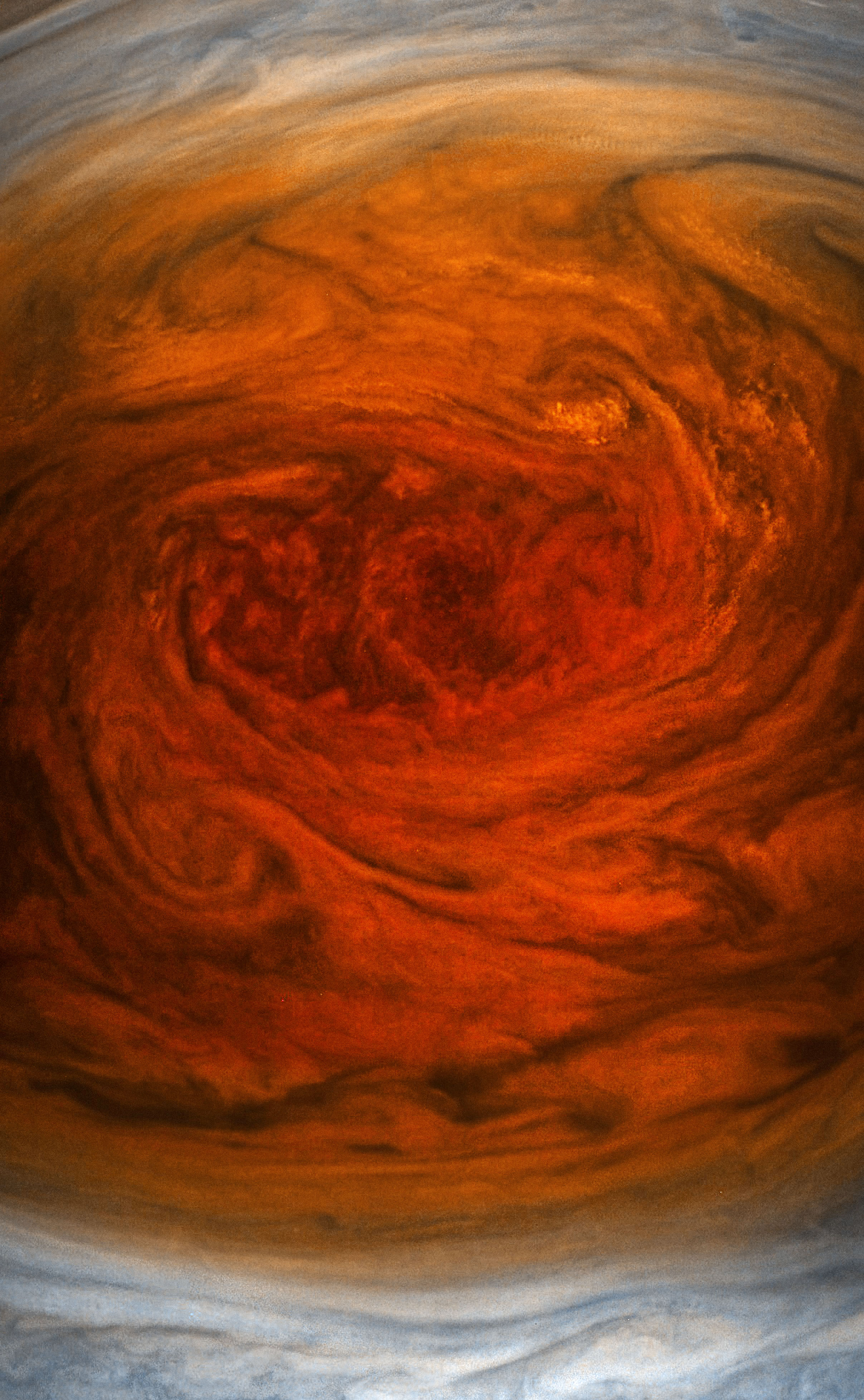
БКП крупным планом, снятое с высоты 8000 км над атмосферой Юпитера JunoCam с космического аппарата Юнона 11 июля 2017 года.

До полёта «Вояджеров» многие астрономы полагали, что пятно имеет твёрдую природу.
БКП представляет собой гигантский ураган, размерами 24—40 тысяч км в длину, 12—14 тысяч км в ширину (существенно больше Земли). Измерения с помощью микроволнового радиометра АМС «Юнона» дали оценку глубины БКП около 240 км, а измерение гравитационных возмущений орбиты АМС при пролётах БКП дало оценку его глубины от 200 до 500 км. Размеры пятна постоянно меняются, общая тенденция — к уменьшению; 100 лет назад БКП было примерно в 2 раза больше и значительно ярче (см. результаты наблюдений А. А. Белопольского в 1880-е годы). Тем не менее, это все ещё самый большой атмосферный вихрь в Солнечной системе.
Пятно расположено примерно на 22° южной широты и перемещается параллельно экватору планеты. Кроме того, газ в БКП вращается против часовой стрелки с периодом оборота около 6 земных суток. Скорость ветра внутри пятна превышает 500 км/ч.
Верхний слой облаков БКП находится примерно на 8 км выше верхней кромки окружающих облаков. Температура пятна несколько ниже прилегающих участков и составляет около −160 °C. При этом центральная часть пятна на несколько градусов теплее её периферийных частей.
Красный цвет БКП пока ещё не нашёл однозначного объяснения. Возможно, такой цвет придают пятну химические соединения, включающие фосфор.
Помимо БКП на Юпитере имеются и другие «пятна-ураганы», меньшие по размерам. Они могут иметь белый, коричневый и красный цвет и существовать десятки лет (возможно и дольше). Пятна в атмосфере Юпитера зафиксированы как в Южном, так и в Северном полушарии, но устойчивые, существующие длительное время имеются только в Южном.
Ввиду разницы скоростей течений атмосферы Юпитера иногда происходят столкновения ураганов. Одно из них имело место в 1975 году, в результате чего красный цвет БКП «поблёк» на несколько лет. В июле 2006 года предполагалось столкновение БКП и крупного красного образования Oval BA, однако пятна прошли «по касательной». Oval BA сформировался между 1998 и 2000 годами после слияния трёх меньших белых овалов, которые наблюдались до этого в течение 60 лет. Новое атмосферное образование поначалу было белым в видимом диапазоне, но в феврале 2006 года приобрело красно-коричневый цвет и стало именоваться малым красным пятном. В июне — июле 2008 года с помощью телескопа «Хаббл» зафиксировано поглощение БКП небольшого пятна красного цвета.
По одной из гипотез, пока ураган находится на одинаковой высоте с общей поверхностью верхнего края атмосферы, он имеет белый цвет. Но когда его мощность увеличивается, вихрь поднимается несколько выше общего слоя облаков, где ультрафиолетовое излучение Солнца химически изменяет цвет, придавая ему красноту.
Гигантские «пятна-ураганы» присущи не только Юпитеру, но и другим газовым планетам. В частности, известно Большое тёмное пятно на Нептуне.

## Механика

Цветная анимация передвижения атмосферы Юпитера.

Анимированное изображение Большого красного пятна

Анимированное изображение Большого красного пятна

Точно не известно, какой механизм вызывает образование и влияет на цвет Большого Красного Пятна. Лабораторные исследования изучают влияние космических лучей или ультрафиолетового излучения Солнца на химический состав облаков Юпитера. Предполагается, что солнечное излучение реагирует с гидросульфидом аммония в облаках планеты, в результате чего они окрашиваются в темно-красный цвет. Причина, по которой буря не утихает уже в течение нескольких веков, заключается в том, что на Юпитере, в отличие от Земли, нет твёрдой поверхности, обеспечивающей трение и замедление вращения.

### Акустический эффект
Группа учёных из Космофизического центра Бостонского университета выдвинула версию, что известное в течение нескольких десятилетий повышение температуры верхних слоёв атмосферы Юпитера, не объясняющееся поглощением излучения Солнца, вызвано рассеянием энергии акустических волн, возникающих в турбулентных потоках нижележащих слоёв атмосферы. Исследование при помощи спектрометра SpeX на телескопе IRTF показало, что наибольший разогрев верхних слоёв атмосферы Юпитера происходит именно над БКП, где температура достигает 1600 К (на несколько сот градусов выше, чем в других регионах планеты). Предполагается, что вихрь вызывает большое количество акустических волн из-за турбулентности в области его соприкосновения с окружающей атмосферой. Часть этих волн распространяется вертикально вверх на высоту порядка 800 км над БКП, где их энергия рассеивается и переходит в тепловую за счёт вязкого трения. Ранее избыточный нагрев верхних слоёв атмосферы Юпитера пытались объяснить рассеянием атмосферных гравитационных волн, исходящих из её нижележащих слоёв, однако обработка результатов измерений с борта космического зонда «Галилео» показала, что одни только атмосферные гравитационные волны не могут переносить достаточного количества энергии.

## Глаз Юпитера
21 апреля 2014 года телескоп «Хаббл» сделал снимок Большого Красного Пятна, которое стало выглядеть, словно глаз со зрачком. Этим «зрачком» оказалась тень Ганимеда — крупнейшего спутника планеты и Солнечной системы.

## Атмосферные гравитационные волны
При изучении Большого красного пятна Юпитера с помощью орбитального телескопа James Webb (JWST) выяснилось, что верхние слои атмосферы планеты в окрестностях пятна устроены значительно сложнее, чем считалось ранее. В этом регионе Юпитера постоянно возникают возмущения, вызываемые атмосферными гравитационными волнами. Их источником являются мощные тропосферные штормы в нижних слоях атмосферы на большой глубине в окрестностях Большого красного пятна, откуда поднимаются наверх и влияют на структуру и свечение верхних слоёв Юпитера.